# Roger Ménager
Roger Ménager est un homme politique français, membre du Mouvement républicain populaire, un parti centriste chrétien-démocrate. Il est sénateur de la Seine de 1958 à 1959.

## Biographie
Roger Ménager, fils de fonctionnaire, fait ses études au collège Arago, à la faculté de droit de Paris et à l'École libre des sciences politiques, d'où il est diplômé.
À partir de 1936, il exerce la profession de conseiller juridique et préside la compagnie des conseils juridiques de Paris de 1958 à 1967.
Maréchal des logis, il est mobilisé en 1939 et démobilisé en juillet 1940. Après la Seconde Guerre mondiale, il entame sa carrière politique : élu conseiller général de la Seine en 1945, il occupe ce poste jusqu'en 1967 et préside le conseil général en 1957-1958. Il rédige plusieurs articles et donne des conférences sur l'aménagement du bassin de la Seine, de la région parisienne et les questions de logement. Il préside également la société d'aménagement et d'équipement de la région parisienne de 1956 à 1958.
Membre du Mouvement Républicain Populaire, il est élu sénateur de la Seine le 8 juin 1958 et siège à la Commission des lois.
Roger Ménager est décoré de l'Ordre national de la Légion d'honneur et est chevalier du Mérite civil et de la Santé publique.
Il est marié à Solange Carton jusqu'à son décès en 1988, son épouse est quant à elle décédée en 2019. Ils reposent tous deux au cimetière de Vauban, en Saône et Loire.

## Détail des fonctions et des mandats
Conseiller général de la Seine (1945–1967) : Il a été élu conseiller général en 1945 et a exercé cette fonction jusqu'en 1967. Il a présidé le conseil général de la Seine en 1957–1958
Président de la société d'aménagement et d'équipement de la région parisienne (1956–1958) : Il a dirigé cette société, influençant l'aménagement du bassin de la Seine et la région parisienne .
Sénateur de la Seine (1958–1959) : Roger Ménager a été élu sénateur de la Seine le 8 juin 1958, sous l'étiquette du MRP, lors des élections sénatoriales de la IVᵉ République. Il a siégé à la Commission des lois, mais n'a pas été réélu lors du renouvellement du Sénat en 1959 .